# Harku (gemeente)
Harku (Estisch: Harku vald) is een gemeente in de Estlandse provincie Harjumaa. De gemeente telde 18.176 inwoners op 1 januari 2024 en heeft een oppervlakte van 159,02 vierkante kilometer.
Het centrum van de landgemeente Harku vald is Tabasalu, dat de status van alevik (vlek) heeft en 3938 inwoners telt (eind 2021). Ook de plaats Harku heeft die status, maar is veel kleiner. Daarnaast zijn er 22 dorpen, waarvan Muraste, Suurupi, Vääna-Jõesuu en Tiskre de grootste zijn.

## Geografie

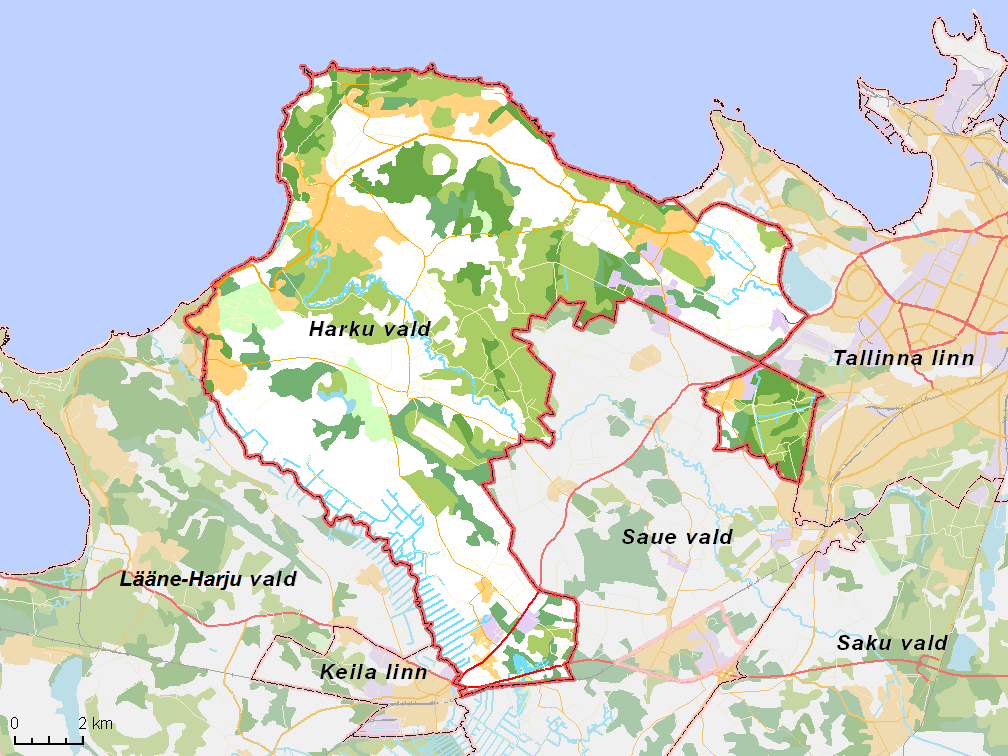
De gemeente met omliggende gemeenten

## Plaatsen
De gemeente telt:
- twee plaatsen met de status van vlek (alevik): Harku en Tabasalu;
- 22 plaatsen met de status van dorp (küla): Adra, Harkujärve, Humala, Ilmandu, Kumna, Kütke, Laabi, Liikva, Meriküla, Muraste, Naage, Rannamõisa, Sõrve, Suurupi, Tiskre, Tutermaa, Türisalu, Vääna, Vääna-Jõesuu, Vahi, Vaila en Viti.

## Geboren in Harku
- In de plaats Harku: Edgar Savisaar (1950-2022), politicus.

Stadsgemeenten: Keila · Loksa · Maardu · Tallinn

Landgemeenten: Anija · Harku · Jõelähtme · Kiili · Kose · Kuusalu · Lääne-Harju · Raasiku · Rae · Saku · Saue vald · Viimsi